# Hugh Weedon Mercer
Pour les articles homonymes, voir Weedon.
Hugh Weedon Mercer (17 novembre 1808 - 9 juin 1877) est un militaire de carrière américain breveté de l'académie militaire de West Point. Il servit dans l'US Army avant de rejoindre la cause du Sud, en 1861, au sein de l'armée des États confédérés, où il servit avec le grade de brigadier-général, lors de la guerre de Sécession. C'est un descendant du général américain Hugh Mercer et un ascendant du compositeur Johnny Mercer.

## Avant la guerre
Hugh Weedon Mercer sort diplômé de West Point en 1828.

## Après la guerre
Il est inhumé dans le cimetière de Bonaventure, à Savannah en Géorgie(p56).